# Easton, Texas
Easton là một thành phố thuộc quận Gregg, tiểu bang Texas, Hoa Kỳ. Năm 2010, dân số của xã này là 510 người.

## Dân số
- Dân số năm 2000: 524 người.
- Dân số năm 2010: 510 người.